# Johann Jakob Weitbrecht (Missionar)

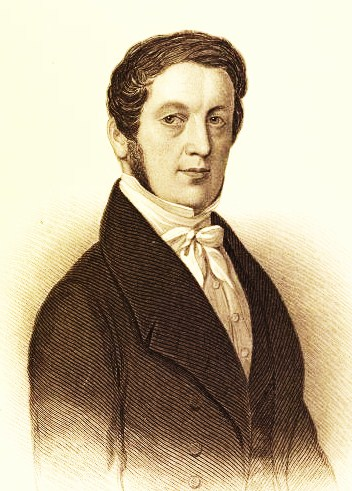
Johann Jakob Weitbrecht

Johann Jakob Weitbrecht (* 2. April 1802 in Schorndorf; † 1. März 1852 in Kalkutta) war ein deutscher evangelischer Missionar.

## Leben und Wirken
Weitbrecht stammte aus dem Schorndorfer Zweig der württembergischen Weitbrecht-Familie ab und war der Sohn des Kupferschmieds und Bürgermeisters Konrad Weitbrecht (1757–1819) und der Sabine Barbara Pfander (1767–1808). Ursprünglich sollte er auf Verlangen des Vaters hin ebenfalls Kupferschmied werden, stattdessen trat er aber eine Bäckerlehre an und fand in Stuttgart seine erste Stelle. Dort kam er mit dem Pfarrer Ludwig Hofacker in Kontakt, der ihn faszinierte und zum Studium der Theologie anregte. 
Bereits während seines Studiums der Theologie an der Universität Basel trat Weitbrecht im Jahre 1825 ins Basler Missionshaus ein. 1828 ging er nach England und nahm Verbindung zur Church Missionary Society (CMS) auf, die einen angelsächsischen evangelikalen Charakter hatte und für die Aussendung von Missionaren verantwortlich war. Hier fand 1830 seine Ordination statt. Um auch medizinische Kenntnisse zu erwerben, nahm er zusätzlich an Vorlesungen im Fach Medizin teil.
Sein Plan, in Abessinien eingesetzt zu werden, konnte nicht erfüllt werden, stattdessen wurde er bereits im Herbst des gleichen Jahres nach Ostindien zur Unterstützung des dort ansässigen Missionars Wilhelm Dürr (1790–1862) ausgesandt. Weitbrecht, hier John James genannt, lernte schnell die bengalische Sprache, predigte in den Dörfern und taufte Einheimische. Er bekam finanzielle und logistische Unterstützung des dort herrschenden Rajas, verzichtete aber bald auf weitere Zuwendungen, um nicht in Abhängigkeiten zu geraten. Immer wieder kehrte er zwischenzeitlich für wenige Wochen nach England zurück, um sich von dem strapaziösen Klima Ostindiens zu erholen. Doch stets zog es ihn zurück nach Bengalen. 1834 errichtete er hier nach einer Überschwemmungskatastrophe ein Waisenhaus für Mädchen und ließ 1847 eine evangelische Missionarskirche in Kalkutta bauen. Im Wissen um die Bedeutung der Einheit der Kirche für die Mission arbeitete er im Sinne einer ökumenischen Partnerschaft mit allen ebenfalls hier aktiven Missionsgesellschaften. Darüber hinaus schrieb er mehrere Aufsätze über die indische Missionarstätigkeit.
Johann Jakob Weitbrecht verstarb im Frühjahr 1852 an Cholera. Er war verheiratet mit der Missionarswitwe Martha Higgs, geb. Edwards (1808–1888). Zusammen hatten sie fünf Söhne und drei Töchter, von denen vier schon früh verstarben. Die Tochter Emily Elisabeth Helene (1838–1899) vermählte sich später mit dem Theologieprofessor Theodor Christlieb und der jüngste Sohn, Herbert Udny Weitbrecht, führte als Missionar die Arbeit seines Vaters fort.

## Werke (Auswahl)
- Die protestantischen Missionen in Indien, 1844
- Protestant Mission in Bengal, London 1844
- Lectures of India, Hrsg.: Caleb Wright, Boston, 1848, im Library of Congress
- India and its inhabitants, Hrsg.: Caleb Wright, Boston 1850, imLibrary of Congress und Neuauflage 1858.